# Kopilo
Kopilo je naseljeno mjesto u sastavu općine Zenice, Federacija Bosne i Hercegovine, BiH. Nalazi se jugoistočno od Babine rijeke, podno Klopačkih stijena. Cestom se stiže do obližnje bolnice i crkve. U blizini je kamenolom.

## Upravna organizacija
Godine 1981. pripojeno je naselju Zenica (Sl.list SRBiH 28/81 i 33/81)

## Povijest
U Kopilu je lokacija koja je bila naseljena u prapovijesti. Najstarija je naseljena lokacija na području Zenice, koja je prvi put naseljena u brončanom dobu. Istražio ju je akademik B. Čović 1975. godine.

## Stanovništvo
Prema popisu 1981. ovdje su živjeli:
- Hrvati - 334
- Muslimani - 236
- Srbi - 35
- Jugoslaveni - 16
- Crnogorci - 4
- ostali i nepoznato - 13
- UKUPNO: 638